# Vehid Gunić
Vehid Gunić (Kozarac, 9 februari 1941 - Sarajevo, 29 april 2017) was een Bosnische journalist, publicist en schrijver. Hij werkt in de Bosnische hoofdstad Sarajevo. Het meest bekende boek van Gunić is "Shame on you, Europe", waarin hij drie lange jaren van het leven in het belegerde Sarajevo beschrijft. In 1993 is Gunić z'n echtgenote, Fatima, samen met drie van haar leerlingen, omgekomen tijdens de Servische mortieraanval op school waar ze les gaf.
- Bibliothèque nationale de France: cb15821580r (data)
- Gemeinsame Normdatei: 119432838
- International Standard Name Identifier: 0000 0001 1477 6414
- Library of Congress Control Number: no00056248
- Système universitaire de documentation: 118250663
- Virtual International Authority File: 92632008
- WorldCat: E39PBJwhv3bt7GRMfQrdVkxqwC